# Eutachycines brevifrons
Eutachycines brevifrons är en insektsart som först beskrevs av Lucien Chopard 1916.  Eutachycines brevifrons ingår i släktet Eutachycines och familjen grottvårtbitare.

## Underarter
Arten delas in i följande underarter:
- E. b. frieli
- E. b. brevifrons